# Condado de Hyde (Carolina del Norte)
El condado de Hyde (en inglés: Hyde County, North Carolina), fundado en 1705, es uno de los 100 condados del estado estadounidense de Carolina del Norte. En el año 2000 tenía una población de 5826 habitantes con densidad poblacional de 4 personas por km². La sede del condado es Swan Quarter.

## Geografía
Según la Oficina del Censo, el condado tiene un área total de 3688 km² (1423,9 mi²), de la cual 1588 km² (613,1 mi²) es tierra y 3 km² (1,2 mi²) es agua.

### Municipios
El condado se divide en un territorio no organizado y cinco municipios: Lake Mattamuskeet, Municipio de Currituck, Municipio de Fairfield, Municipio de Lake Landing, Municipio de Ocracoke y Municipio de Swan Quarter.

### Condados adyacentes
- Condado de Tyrrell Norte
- Condado de Dare Noreste
- Condado de Carteret Suroeste
- Condado de Beaufort Oeste
- Condado de Washington Noroeste

## Demografía
En el 2000 la renta per cápita promedia del condado era de $28 444, y el ingreso promedio para una familia era de $35 558. El ingreso per cápita para el condado era de $13 164. En 2000 los hombres tenían un ingreso per cápita de $25 216 contra $20 482 para las mujeres. Alrededor del 15.40% de la población estaba bajo el umbral de pobreza nacional.

## Lugares

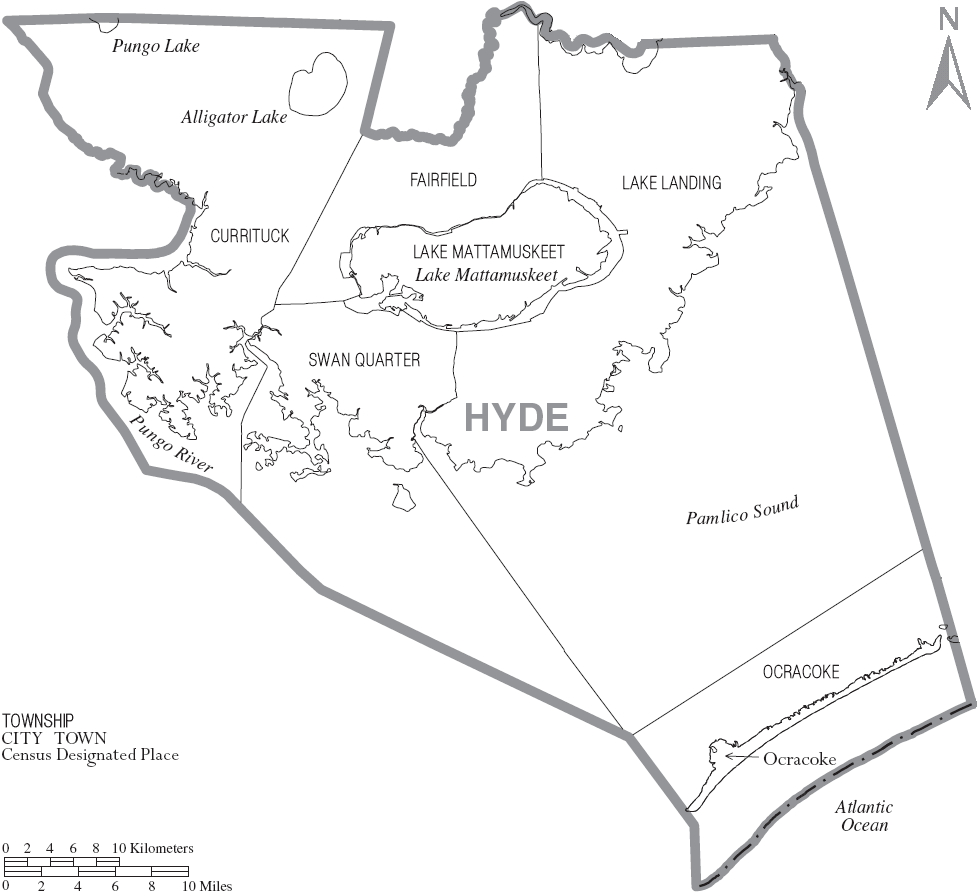
Mapa del Condado de Hyde con sus municipios

### Ciudades y pueblos
(todas las no constituidas en sociedad)
- Engelhard
- Fairfield
- Ocracoke
- Germantown
- Last Chance
- Nebraska
- Scranton
- Stumpy Point
- Swan Quarter